# Кошовий Олег Костянтинович
Олег Костянтинович Кошови́й (нар. 1 січня 1917, Нижній Новгород — пом. 5 серпня 1991, Київ) — український майстер декоративно-ужиткового та ювелірного мистецтв, авіамоделіст; заслужений майстер народної творчості УРСР з 1964 року.

## Біографія
Народився 19 грудня 1916 [1 січня 1917] року в місті Нижньому Новгороді (нині Росія). Впродовж 1929–1932 років жив у Києві, у 1933–1938 роках — в Харкові. Здобув неповну середню освіту. У передвоєнний період конструював і розробляв двигуни для моделей; один зі зразків його авіамодельного двигуна випускали серійно у Харкові на заводі «ФЕД».
Брав участь у радянсько-фінській і німецько-радянській війнах (воював у артилерії). Нагороджений двома орденами Червоної Зірки (19 грудня 1943; 15 липня 1945) та орденом Вітчизняної війни II-го ступеня (5 квітня 1985).
З 1947 року знову жив у Харкові; від 1951 року — у Києві. З 1955 року працював на Київському механічному заводі, провідним інженером цеху пластмас конструкторського бюро Олега Антонова. З його ініціативи багато несилових металічних деталей літаків марки «Ан» замінено пластмасовими.
Помер в Києві 5 серпня 1991 року.

## Творчість
Серед робіт:
- музична скринька з кольорового акрилату з барельєфами, текстом і нотами гімну УРСР та портретом Василя Сталіна (1949);
- срібне блюдо із 24 накладними рельєфами краєвидів Києва (1964);

макети
- «Підвезення боєприпасів для 1-го Білоруського фронту» (Потсдам, 1946);
- «Хрещатик у Києві за Генеральним планом забудови» (1954);

медалі
- «300 років возз'єднання України з Росією» (1954);
- «Пасажирський турбогвинтовий літак Ан-10» (1959);
- «За створення турбогвинтового літака Ан-24» (1959);
- «150-річчя з дня народження Тараса Шевченка» (1964);
- «125 років Київському медичному інституту імені Олександра Богомольця» (1966);
- «25 років визволення Києва від німецько-фашистських загарбників» (1967);
- «50 років Академії наук УРСР» (1969);
- «50 років Інституту ботаніки імені Миколи Холодного АН УРСР» (1971);
- «Світовий рекорд вантажопідйомності на літаку Ан-124 „Руслан“» (1985);
- до ювілеїв
  - Олега Антонова (1956, 1966, 1971, 1976, 1981, 1986);
  - Андрія Туполєва (1958, 1968);
  - Данила Заболотного (1966);
  - Костянтина Арцеулова (1966, 1971, 1973, 1976);
  - Бориса Патона (1968).

Займався скульптурним ліпленням, гравіюванням на металі. Розробив метод лиття зі секрилових смол, за яким відлито деталі оформлення станцій метро «Спортивна» (1956) у Москві, «Університет» (1960) та «Святошин» (1970) у Києві.
Автор брошур і статей з питань естетики і технології пластмас.